# Val de Ego

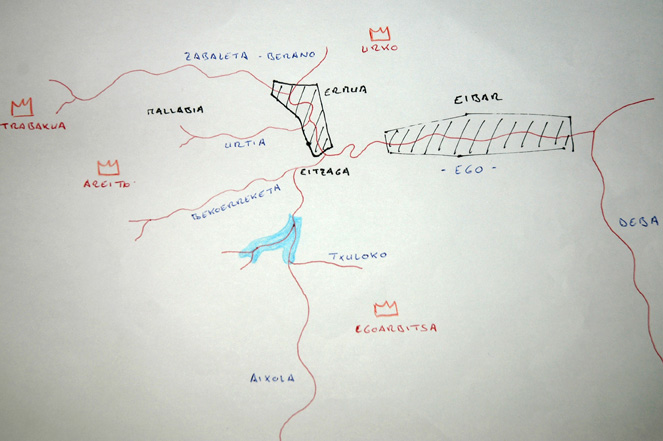
Cuenca del río Ego.

El Val de Ego (Valle del Ego) fue una estructura administrativa medieval en la actual comarca guipuzcoana del Bajo Deva en el País Vasco en España.  Fue creada alrededor del siglo XIII entorno de las ferrerías del río Ego que conforma el valle, y tenía su propio régimen organizativo y jurídico, antes de la creación de los territorios históricos de Guipúzcoa y Vizcaya  y de la villas de  Éibar y Ermua que se ubicaron en él.

## Geografía
El valle del Ego es una unidad natural formada por las cuencas fluviales de los cursos de agua que desembocan en el río Ego  que se extiende entre las provincias de Guipúzcoa y Vizcaya ocupando territorios pertenecientes a las localidades de Zaldívar, Mallavia  y Ermua en Vizcaya y Éibar y Elgueta en Guipúzcoa. Forma parte de la cuenca del río Deva.
El río Ego nace en el paraje de Trabacúa, también llamado  Arrangizgana, entre Mallavia y  Marquina-Jeméin, en la ladera este del monte Oiz. Recorre terreno municipal de Mallavia y atraviesa Ermua por su centro urbano, donde es encauzado y soterrado en gran parte de su recorrido. Cruza el barrio de Sallabente o San Lorenzo, perteneciente a Zaldívar donde recibe ela río Aixola (que está represado en su parte alta por la presa de Aixola). Entra en territorio guipuzcoano por el barrio de Otaola en Éibar atravesando la ciudad armera soterrado, prácticamente en todo su recorrido. Sale a la luz en el Acitain recuperando la naturaleza de su orillas y cauce hasta Málzaga donde desemboca en el río Deva por su margen izquierda.

### Afluentes

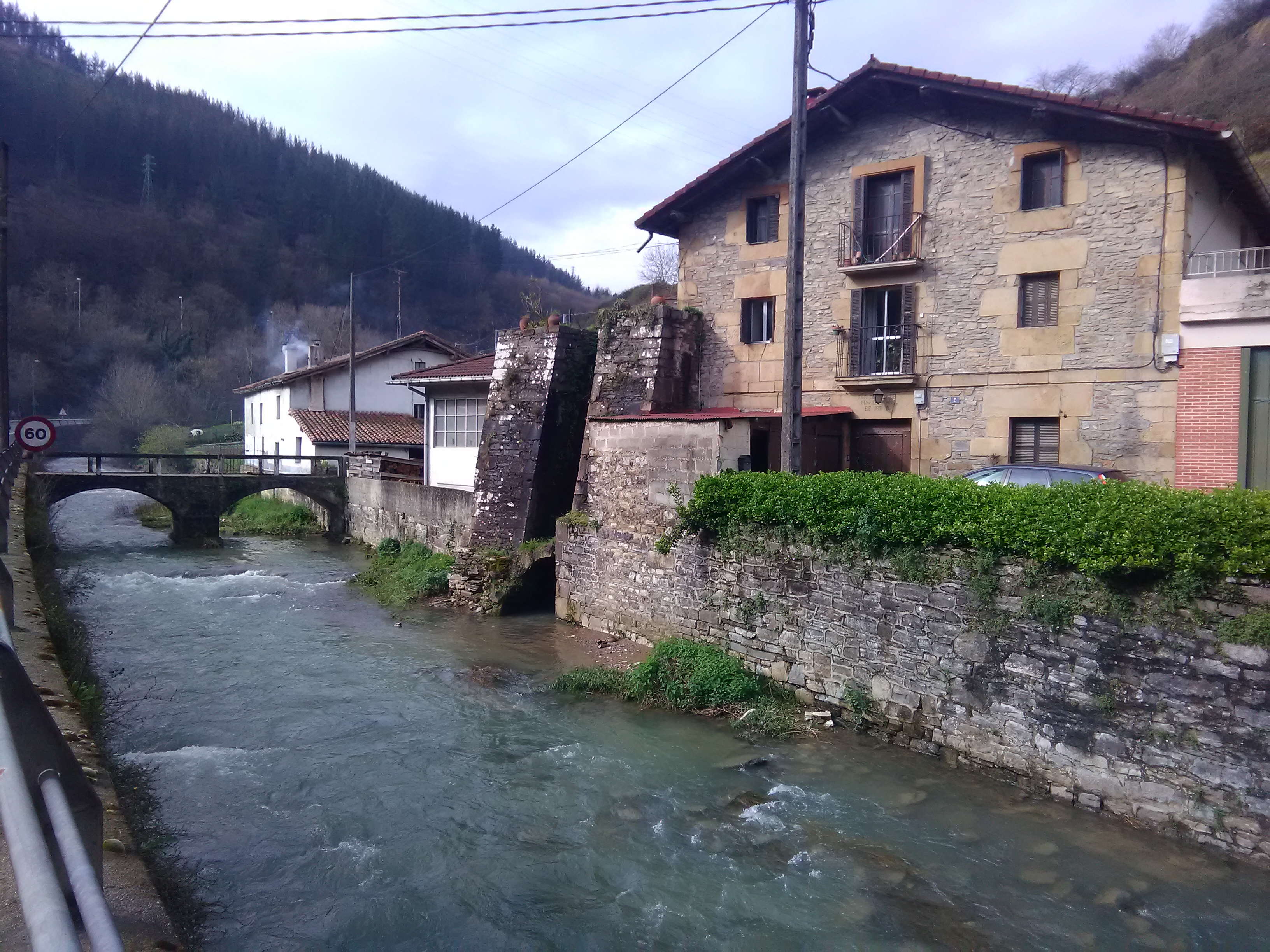
Río Ego a su entrada en Éibar.

Los afluentes principales del Ego son:
- Por la izquierda:
  - Berano.
  - Arrajola, procedente del monte Urko.
  - Abontza.
  - Matxaria.
  - Asua.
  - Txarakoa.
  - Gorosta o Azitain.

- Por la derecha:
  - Mallavia, Urtía o Zabaleta
  - Aixola, procedente de Elgueta y Zaldívar (Embalsado por la presa de Aixola).
  - Unbe.
  - Txonta.
  - Kinara o kiñarra.[2]

## Historia
El valle del Deba fue territorio caristio a la llegada de los romanos a la Península (el euskera hablado en este lugar es la variante vizcaína que coincide, aproximadamente, con la ocupación territorial de los Caristios). Los romanos englobaron al bajo Deva en el conventus de Clunia. Esta estructura política perduró a través de la historia hasta las modificaciones introducidas en tiempo de los visigodos en el que toda el área recibió el nombre de Cantabria. Su industria armera recibía el nombre de Reales Fábricas de Armas de Cantabria.
La ubicación de las comarcas del Deva como límite territorial con el Señorío de Vizcaya dio el nombre a la zona de Marquina haciendo referencia a la característica de marca que ejercía. El territorio que comprendía los actuales municipios de Placencia de las Armas y Elgóibar era conocido como Marquina de Yuso mientras que el valle del Ego como Marquina de Suso tal como en 1335 el Diccionario Histórico Geográfico de Guipúzcoa señala cuando indicaba que Éibar era en su origen una anteiglesia ubicada en el valle de Marquina de Suso y que tenía el concepto de monasterial; y por esto se le llamaba monasterio de San Andrés.
Este territorio estuvo adscrito durante algún tiempo a la comarca del Duranguesado que pertenecía al reino de Pamplona Nájera (el que posteriormente sería el reino de Navarra), tal como atestigua un documento de 1053,

omite Munio Sançis in Turankoregnante rege Garsea in Pampilona et in Najera et in Alaba et in Castella Vetula...

En las diversas disputas territoriales entre los reinos de Navarra y Castilla en 1179 se realiza un tratado de paz en el cual queda incluida la zona de Marquina del valle del bajo Deba en el Duranguesado, así dice:

Insuper ego idem Adefonsus, rex Castelle, quitavi vobis Sancio, regi Navarre, el successoribus vestris, Alavam in perpetuum pro vestro regno, scilicet de Ichiar et de Durango, intus existentibus...

El año 1200 el rey castellano Alfonso VIII adquiere el control del Duranguesado e integra esta parte en Guipúzcoa, mientras que el resto lo cede al Señor de Vizcaya don Diego López de Haro. El valle del Deva queda dominado por los señores locales como los Unzueta de Éibar, Olaso de Elgóibar o Guebara de Oñate. 
La distribución territorial de la iglesia católica marcó muy activamente la organización territorial. La estructura eclesiástica mantuvo sintonía con la política en la que el valle del Deva se mantenía dentro del territorio caristio junto al duranguesado.
En el siglo XIII en el valle del Ego existía ya una amplia red de ferrerías, como en otros lugares donde se daban las condiciones para ello. En 1335 el rey Alfonso XI de Castilla, llamado «el Justiciero», da fuero a las ferrerías de diferentes valles, entre ellos al valle del Ego, 

a los ferreros que en el labr el fierro en las ferrerías que son en val de Lastur e en val de Mendaro e en val de Ego

En este fuero los ferrones obtienen derechos sobre la minería del hierro, la explotación de madera y carbón vegetal o para nombrar guardas, pero la creación de las villas con sus propios fueros entra en conflicto cn los de los ferrones a la vez que se va creando e imponiendo una nueva organización política que modifica la tradicional, basada en la unidad geográfica y económica. El valle del Ego no solo tenía implantación en las áreas limítrofes con los ríos sino quese extendía más allá, como atestigua la toponimia de la zona con nombre como Egoetxeaga, Egoarbitza (Egoarribiatza), Egotza, Eitzaga, Egoazpe... esta memoria se mantuvo viva en el tiempo, en un documento sobre un pleito guardado en el archivo de la Real Audiencia y Chancillería de Valladolid se recoge 

.../ no avía poblaçión en las villas de Elgoybar, Heybar, Plasençia e Elgueta (...) Que oyó desir a algunas personas de sus antepasados, que por tiempo el señor de Sur tenía en desistir valle de Eybar Eyçaga que en la llama Sur, solía tener e tenía muchas herrerías de labrar hierro e a la sazón que no havía poblaçión yo billa en Eybar...

La organización ferrona del Val de Ego tenía una estructura similar a la de las merindades que  se organizaban alrededor de la “Junta de Merindad” que estaba compuesta por el síndico (ue se encargaba de convocar las reuniones y  proponer los temas que se debían de tratar), el  Teniente Corregidor, el Teniente Prestamero, el Teniente Merino y representantes de los gremios, como los guardabosques, los dueños de las ferrerías y comerciantes.
Aun siendo importante, el peso ferrón del valle del Ego no era el principal de la cuenca del Deva ya en la parte baja del curso del Deva, en Elgoibar y Mendaro, el número e importancia de las ferrerías era mayor. En el valle del Ego estaban las siguientes ferrerías:  Ibarbea o Ibarra de Yuso, Isasi, Isasi Olaberría, Olaerreaga y  dos más en Eitzaga (perteneciente a Zaldívar). La sede del val de Ego se ubicaba en la ermita de San Lorente de Otaola, actual San Lorenzo o Sallabente donde se realizaban las reuniones del Cabildo del Valle del Ego.

## Otaola

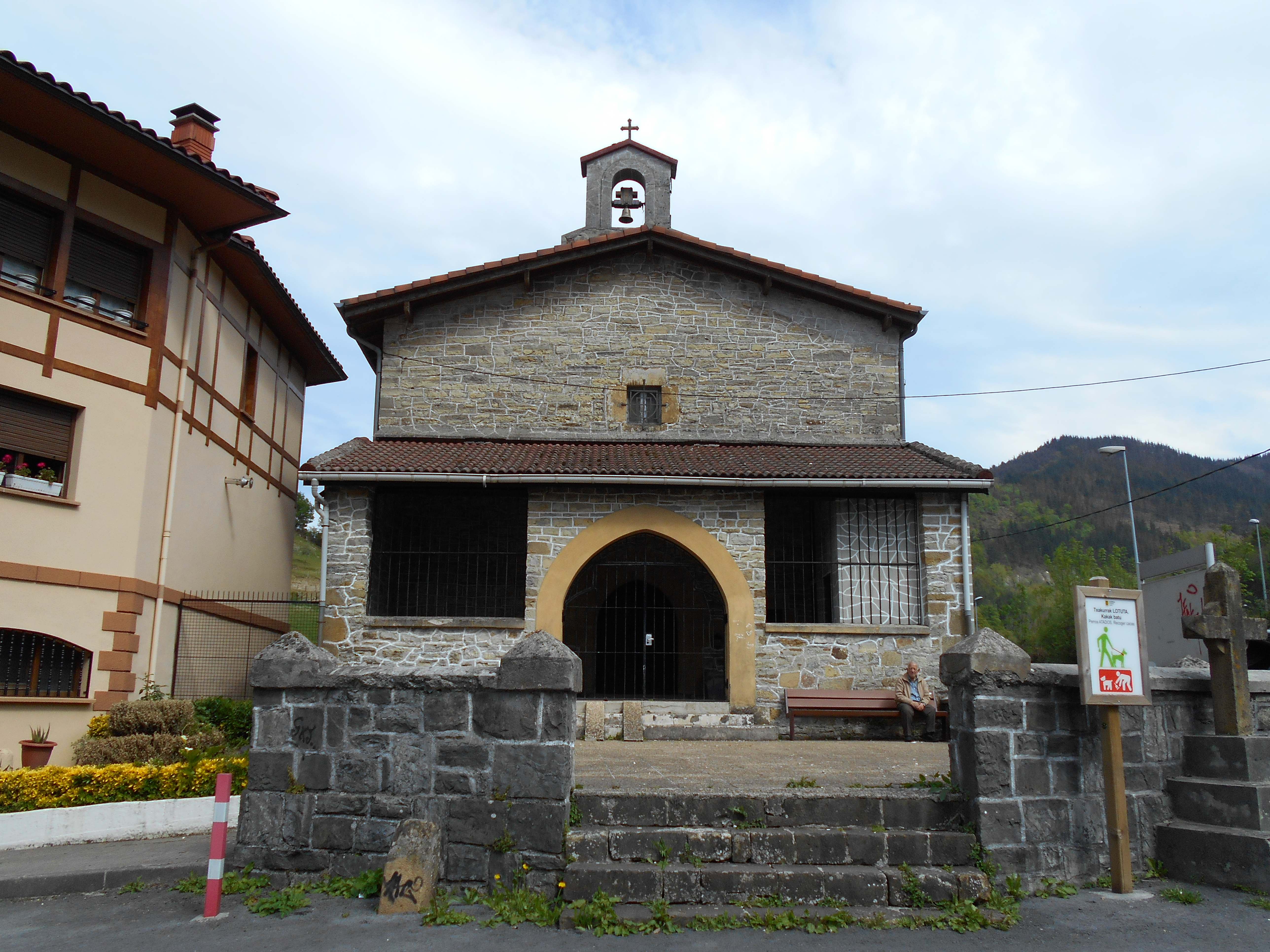
Ermita de Sallabente de Otaola. San Lorenzo

La institución del val de Ego tuvo mucha relevancia desde el siglo XIII hasta, al menos, el cambio de organización territorial del siglo XV. Sus decisiones se tomaban en las reuniones que su junta realizaba en la ermita de san Lorenzo en Sallabente de Otaola. Su influencia se hacía notar en todo el valle del Ego y muestra de ello es la toponimia que se usaba, y en muchos casos, ha subsistido hasta la actualidad. Por ejemplo, alrededor de 1480, se construyeron dos caseríos en tierras de Éibar, “allende de la el regata de Ibiur”, en el paraje de Yarza perteneciente  a la familia Unzueta, cuya casa-torre que estaba casi al final del valle, y le pusieron por nombre "Otaola de Allende" al que estaba sobre una pequeña colina hacia Ermua, y "Otaola de Aquende" u "Otaola Etxebarria" al que se ubicó al lado del río hacia Éibar. Otra construcción que se realizó en 1480 también se llamó "Otaola".  En la actualidad uno de los barrios rurales de Éibar, el más extenso, se " Otaola" que ocupa todo el lado derecho del valle, al sur del río, desde el límite provincial con Vizcaya hasta el arroyo de Ibur en Placencia de las Armas cubriendo 648.427 hectáreas en las que se ubican la cimas de los montes Laupago, Illordo, Galdaramiño y Kamiñondo y los arroyos de Otaola, Txaltxakoa, Unbe, Txonta y Errazti. La parte alta de esta amplia zona, la que va de Isasi hacia el oeste,  ha estado vinculada al palacio de Isasi y a Otaola-torria, donde siempre ha habido una estrecha vinculación con Olarreaga, Eitzaga y Ermua. La entrada a Éibar desde Vizcaya se denomina "Avenida de Otaola".
El 10 de mayo de 1538, tras un enfrentamiento de miembros de las familias rivales de Ubilla e Inarra frente a la torre de Unzaga en Éibar, dos jóvenes de los Inarra, después de matar a otra persona tras acusarle de traidor cerca del caserío de Otaola, se fortifican en la ermita de   Sallabente en Otaola donde pasan toda la noche hasta que, al día siguiente, llegan las autoridades de Merindad de Durango que lograron arrestarlos tras tres días de negociaciones y entregarlos a las autoridades guipuzcoanas. Al  pertenecer a una familia muy influyente su castigo no fue muy grande. El incidente tuvo gran repercusión en la comarca y dio lugar, durante muchos años, a  una sucesión de quejas, acusaciones y reclamos de autoridad civil y religiosa.
El 29 de agosto de 1794, en el contexto de la  guerra de la Convención, el ejército francés, tras incendiar Ondárroa y Éibar, toman, tras haber derrotado a las fuerzas de defensa de ermuarras compuestas por  350 hombres al mando de Joaquín de Larrinaga en el puente de Olaerreaga, la ermita y se instalan en ella. Seguidamente, alrededor del mediodía, atacan y incendian la villa.
En la actualidad el barrio de Sallabente de Otaola está dividido entre el ayuntamiento de Zaldivar y el de Ermua.

### La ermita
No hay datos para determinar cuándo se construyó la Sallabente en Otaola aunque se estima que su origen es alto-medieval por alguna sus características.
- Su ámbito de influencia trascendía las divisiones de jurisdicción religiosas y civiles.
- El derecho de enterramiento llegaba hasta algunos caseríos de Elorrio.
- Entre los siglo XV y XVI dependía de la parroquia de Santiago de Ermua aunque estaba en terrenos de Zaldivar.
- Bajo su jurisdicción quedaron propiedades ubicadas al otro lado del río Ego como el caserío Arezti.
- Hasta principios del siglo XX se ha mantenido el ritual de alzar un mayo que ponía en una piedra que todavía se conserva. Lo hacía el presidente de la cofradía como muestra de autoridad.[1]